# Tribunal criminel (Monaco)
Le tribunal criminel, composé de trois magistrats et de trois jurés, juge les crimes.
Ses décisions peuvent faire l’objet d'un recours devant la Cour de révision.
Il est l'équivalent de la cour d'assises française. 
Comme il n'y pas beaucoup de « crimes de sang » en principauté, l'activité de ce tribunal est longtemps restée épisodique : il n'a ainsi pas siégé de 1927 à 1951. Cependant, il a désormais une activité plus régulière sur des braquages et des viols : lors de l'année judiciaire 2018-2019, deux arrêts ont été rendus.
Les peines d'emprisonnement prononcées par le Tribunal criminel sont exécutées en France, Monaco ne pouvant accueillir que des personnes en détention provisoire.